# ドッグ (映画)
『ドッグ』（原題: Dog）は、2022年製作のアメリカ合衆国のコメディ映画であり、チャニング・テイタムとリード・キャロリンにとってはいずれも長編監督デビュー作にあたる。
本作は、ユナイテッド・アーティスツ・リリーシング社により、2022年2月18日に米国で公開された。

## あらすじ冒頭
米陸軍レンジャー隊員のブリッグスは、ワシントン州のルイス＝マコード統合基地からアリゾナ州ノガレスまでの太平洋岸を、ハンドラーの葬儀に間に合うようにベルジアン・シェパード・ドッグ・マリノアの軍用犬ルルを連れて行く任務を負う。

## キャスト
- ブリッグス - チャニング・テイタム
- ジェーン・アダムス
- ケビン・ナッシュ
- ニキ - クオリアンカ・キルヒャー
- イーサン・サプリー
- エミー・レイヴァー＝ランプマン（英語版）
- ビル・バー（英語版）
- ニコル・ラリベルテ
- ルーク・フォーブス
- ロニー・ジーン・ブレヴィンス（英語版）

## 製作
2019年11月5日、チャニング・テイタムとリード・キャロリンが、ブレット・ロドリゲスと一緒に作った物語をもとにしてキャロリンが書いた脚本で、コメディ映画『Dog』を監督することが決まり、チャニングとピーター・キアナン、グレゴリー・ジェイコブスがフリー・アソシエーションを通じて製作に関与することとなった。2020年3月2日、メトロ・ゴールドウィン・メイヤーが本作の北米での配給権を獲得した。
チャニング・テイタムは共同監督を務めるほか、主演も務める。2020年12月、クオリアンカ・キルヒャーがキャストに追加された。
2019年11月15日、2020年半ばに撮影開始が決定した。 COVID-19のパンデミックの間、カリフォルニア州のランカスターとバレンシアValencia, Californiaで撮影は行われていた。

## 公開
当初は2021年2月12日にメトロ・ゴールドウィン・メイヤー社から米国で公開される予定だったが、同年7月に延期された後に、新たな公開日は7月16日であることが明らかになった。しかし、その後、配給会社は2022年2月18日に再び公開日を延期した。